# جوفيكا كولب
جوفيكا كولب هو لاعب كرة قدم صربي في مركز الوسط، ولد في 23 نوفمبر 1963 في جمهورية يوغوسلافيا الاشتراكية الاتحادية. لعب مع فيربرويديرينغ غيل ونادي بارتيزان ونادي سوتيسكا نيكشيتش.

## وصلات خارجية
- جوفيكا كولب على موقع قاعدة بيانات كرة القدم.إي يو (الإنجليزية)